# Indie Recordings
Indie Recordings es un sello discográfico independiente fundado en Noruega, el cual se especializa en la música Heavy metal. Fue fundado en el año 2006 por los hermanos Espen y Erik Solheim Røhne, quienes habían fundado tiempo atrás la discográfica Tabu Recordings. Indie Recordings tiene sus "cuarteles" situados en Oslo, Noruega. También lanzan su material bajo el nombre de Indie Distribution, los cuales son distribuidos en Noruega y en otras partes del mundo a través de otras discográficas como Regain Records de Suecia.
Espen Røhne tiene una fuerte relación de trabajo con King ov Hell (Ov Hell, ex-Gorgoroth). Durante la disputa de los derechos del nombre Gorgoroth, Espen apoyó a King y testificó a su favor en los tribunales. En el 2009, Indie Recordings anunció que se asociarán con The End Records quienes se encargaran de distribuir su material por Norteamérica.

## Artistas
- 1349
- Audrey Horne
- Aura Noir
- Borknagar
- Cronian
- Cult of Luna
- Enslaved
- Funeral
- Gehenna
- God Seed
- In Vain
- Iskald
- Keep of Kalessin
- Kvelertak
- Thyrant
- Legion of the Damned (solamente para Noruega)
- Mencea
- Ov Hell
- Red Harvest (solamente para Noruega)
- Sahg
- Sarke
- Satyricon (solamente para Noruega)
- Shining
- Solefald
- Stonegard
- Trinacria
- Tulus
- Vreid
- Wardruna